# Модель Блека
Модель Блека (іноді модель Блека-76) — це варіація моделі оцінки вартості опціонів Блека-Шоулза. Призначена для оцінки вартості облігаційних опціонів, верхніх і нижніх обмежень відсоткових ставок a також свопціонів. Вперше описана у статті Фішера Блека в 1976 році.
Модель Блека можна узагальнити класом моделей відомих як логнормальних форвардних моделей, які ще називають моделі LIBOR ринку.

## Формула Блека
Формула Блека подібна до формули Блека-Шоулза для оцінки вартості опціонів, де замість тепеперішньої ціни (ціни спот) базового активу використовують дисконтовану ціну фючерсного контракту F.
Припустимо r безризикова відсоткова ставка і ціна ф'ючерсного контракту F(t) певного базового активу задається логнормальним розподілом зі сталою волатильністю σ. Тоді формула Блека задає ціну європейського кол опціону з часом до виконання T на ф'ючерсний контракт з ціною виконання K і часом поставки T' (де{\displaystyle T'\geq T}) як
{\displaystyle c=e^{-rT}[FN(d_{1})-KN(d_{2})]}
Відповідна ціна пут опціону
{\displaystyle p=e^{-rT}[KN(-d_{2})-FN(-d_{1})]}
де
{\displaystyle d_{1}={\frac {\ln(F/K)+(\sigma ^{2}/2)T}{\sigma {\sqrt {T}}}}}
{\displaystyle d_{2}={\frac {\ln(F/K)-(\sigma ^{2}/2)T}{\sigma {\sqrt {T}}}}=d_{1}-\sigma {\sqrt {T}},}
та N(.) — функція розподілу нормально розподіленої випадкової величини.
Зауважте, що обидві ціни не залежать від T'  навіть якщо T'  більше ніж T. Це пояснюється тим, що ф'ючерсний контракт звіреється ринку і в результаті виплата здійснюється при виконанні опціону. Якщо розглянути опціон га форвардний контракт, що підписаний на час T' > T, то виплата не здійснюється аж до часу T' . Тому дисконтний множник {\displaystyle e^{-rT}} змінюється множником {\displaystyle e^{-rT'}} оскільки потрібно врахувати вартість грошей в часі. Різниця між форвардом і ф'ючерсом можна помітити при виведенні нижче.

## Виведення та припущення
Формулу Блека можна легко отримати з формули Марґрабе, яка в свою чергу є простим і кмітливим застосуванням формули Блека-Шоулза.
Виплата кол опціону на ф'ючерсний контракт дорівнює max (0, F(T) — K). Можна розглянути обмінний (Марґрабе) опціон де за перший актив взяти {\displaystyle e^{-r(T-t)}F(t)}, a за другий актив взяти безризикову облігацію за якою покупець отримує $1 в час T. Тоді кол опціон виконують в час T якщо перший актив вартує більше ніж K безризикових облігацій. Припущення Марґрабе виконуються для таких інструментів.
Залишається показати що перший інструмент є активом. Це можна показати розглянувши портфоліо утворене в час 0 купівлею форвардного контракту з доставкою в час T і продажем F(0) безризикових облігацій (зауважте, що при the визначеній нестохастичній відсотковій ставці вартість ф'ючерса і форварда однакова, тому тут все визначено). Далі в довільний час t можна позбутися облігації для форвардного контракту продаючи новий форвард з такою ж датою доставки щоб отримати різницю цін форвардів дисконтованих до теперішньої вартості: {\displaystyle e^{-r(T-t)}[F(t)-F(0)]}. Ліквідучи F(0) безризикових облігацій, кожна вартістю {\displaystyle e^{-r(T-t)}}, дає в результаті прибуток {\displaystyle e^{-r(T-t)}F(t)}.